# Claude Pinoteau
Pour les articles homonymes, voir Pinoteau.
Claude Pinoteau, né le 25 mai 1925 à Boulogne-Billancourt (Seine) et mort le 5 octobre 2012 à Neuilly-sur-Seine (Hauts-de-Seine), est un réalisateur et scénariste français.

## Biographie
Claude Pinoteau est le frère de Jack Pinoteau, lui-même réalisateur, et d'Arlette Merry et de deux autres sœurs, Suzanne et Colette. Leur père, Lucien, était régisseur. Il est le père de la comédienne Karine Pinoteau.
Il débute comme accessoiriste et régisseur, puis devient assistant réalisateur, en 1948, notamment de Jean Cocteau (Les Parents terribles), Jean-Pierre Melville (Les Enfants terribles), Henri Verneuil (Un singe en hiver) et Claude Lelouch (L'aventure c'est l'aventure).
Il doit attendre 1973 pour réaliser son premier long-métrage, Le Silencieux, un drame d'espionnage avec Lino Ventura et inspiré d'un roman de Francis Ryck.  Ce premier film sera un succès, tout comme son long-métrage suivant, La Gifle, une comédie de mœurs abordant le thème du conflit des générations et dans laquelle  Ventura tient à nouveau la vedette aux côtés d'une Isabelle Adjani à ses débuts.  En 1974, la Gifle obtient  le Prix Louis-Delluc.  Pinoteau fait de nouveau appel à Lino Ventura à deux autres reprises pour L'Homme en colère, sorti en 1979 et tourné au Québec,  et La Septième Cible, lancé en 1984.
Au début des années 1980, Pinoteau signe La Boum, une autre comédie de mœurs centrée sur une adolescente.  Le film, qui révèle Sophie Marceau, alors âgée de 14 ans, connait un énorme succès et engendrera une suite, La Boum 2, lancée deux ans plus tard et qui atteindra le même niveau de popularité.  Pinoteau retrouvera Sophie Marceau en 1988 avec L'Étudiante, qui n'est pas la suite directe de La Boum, mais se situe dans le même esprit.
Dans les années 1990, il se tourne vers le registre dramatique avec le drame sentimental La Neige et le Feu et l'adaptation de la pièce à succès de Jean-Noël Fenwick Les Palmes de monsieur Schutz.
En 1976, il témoigne dans le film documentaire Chantons sous l'Occupation d'André Halimi.
En 2005, il réalise pour la télévision un documentaire consacré à l'abbé Pierre.

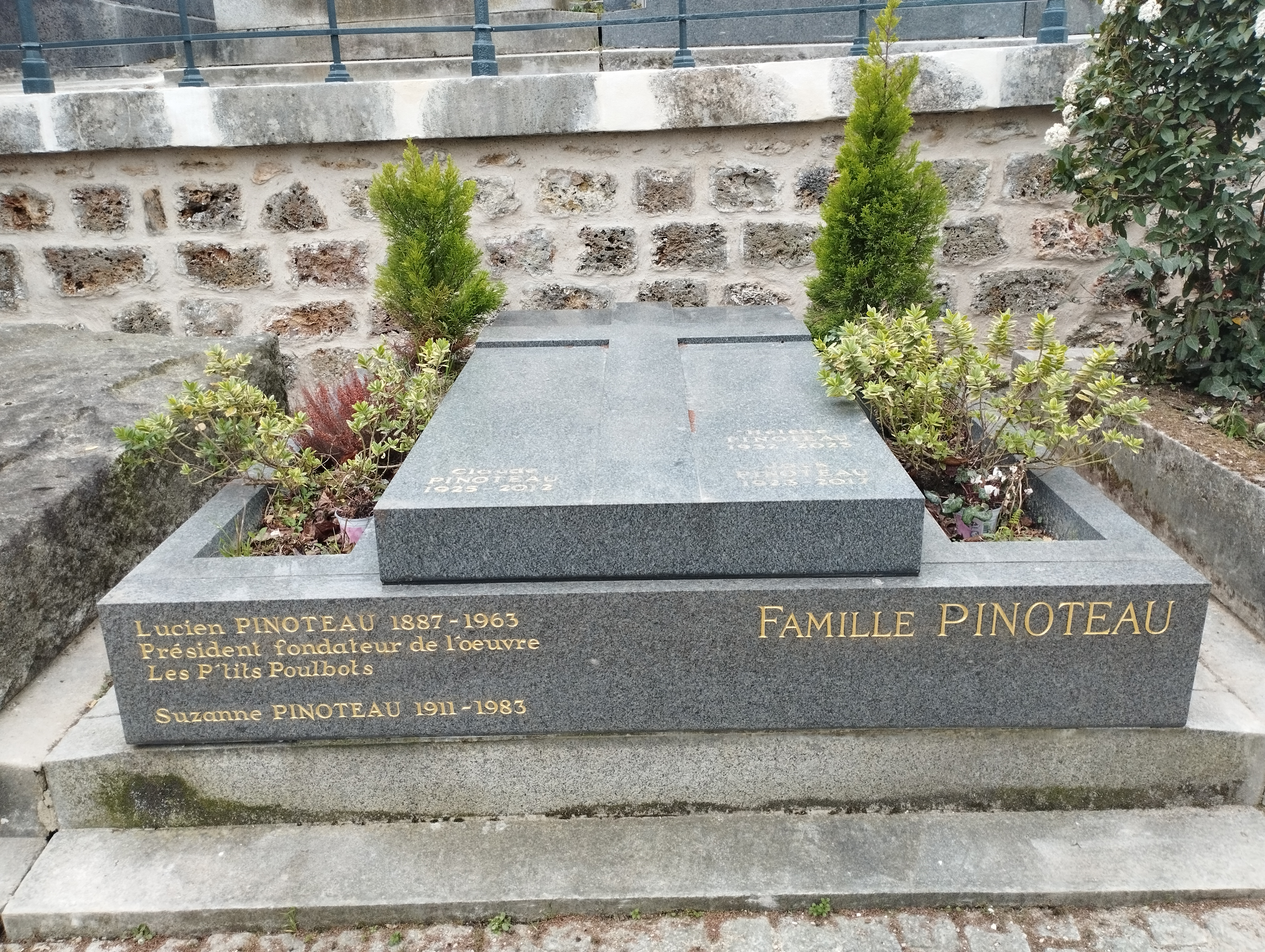
Tombe de Claude Pinoteau au cimetière Saint-Vincent de Montmartre (3e division).

En 2006, il est président du jury au Festival du cinéma russe à Honfleur.
En 2008, il a reçu le 1er prix Henri-Langlois de la ville de Vincennes.
Claude Pinoteau meurt à l'âge de 87 ans le 5 octobre 2012 à Neuilly-sur-Seine, et est inhumé dans le caveau familial au cimetière Saint-Vincent de Montmartre (3e division), dans le 18e arrondissement de Paris.

## Filmographie

### Courts métrages
- 1960 : Manureva
- 1968 : L'Enfant seul
- 1971 : Arrêt
- 1971 : L'Iran

### Longs métrages
- 1973 : Le Silencieux
- 1974 : La Gifle
- 1976 : Le Grand Escogriffe
- 1979 : L'Homme en colère
- 1980 : La Boum
- 1982 : La Boum 2
- 1984 : La Septième Cible
- 1988 : L'Étudiante
- 1991 : La Neige et le Feu
- 1994 : Cache cash
- 1997 : Les Palmes de monsieur Schutz
- 2005 : Un abbé nommé Pierre, une vie pour les autres (documentaire)

### Assistant réalisateur
- 1949 : Bal Cupidon de Marc-Gilbert Sauvajon
- 1949 : Orphée de Jean Cocteau
- 1950 : Ma pomme de Marc-Gilbert Sauvajon
- 1951 : L'Amant de paille de Gilles Grangier
- 1951 : Olivia de Jacqueline Audry
- 1952 : Jocelyn de Jacques de Casembroot
- 1953 : Les Compagnes de la nuit de Ralph Habib
- 1954 : Anatole chéri de Claude Heymann
- 1954 : Secrets d'alcôve, sketch Riviera-Express de Ralph Habib
- 1954 : Le Grand Pavois de Jack Pinoteau
- 1955 : Les Amants du Tage d’Henri Verneuil
- 1955 : Les Hommes en blanc, de Ralph Habib
- 1955 : Lola Montès de Max Ophüls
- 1956 : La Loi des rues, de Ralph Habib
- 1957 : Jusqu'au dernier, de Pierre Billon
- 1957 : Escapade de Ralph Habib
- 1957 : Le Triporteur de Jack Pinoteau
- 1957 : Le Passager clandestin de Ralph Habib
- 1960 : Crésus de Jean Giono
- 1961 : Tout l'or du monde de René Clair
- 1962 : Mélodie en sous-sol d'Henri Verneuil
- 1962 : Un singe en hiver d'Henri Verneuil
- 1962 : Le Jour et l'Heure de René Clément
- 1963 : Cent Mille Dollars au soleil d'Henri Verneuil
- 1964 : Week-end à Zuydcoote d'Henri Verneuil
- 1965 : Les Tribulations d'un Chinois en Chine de Philippe de Broca
- 1966 : La Vingt-cinquième Heure d'Henri Verneuil
- 1967 : La Bataille de San Sebastian d'Henri Verneuil
- 1970 : Le Voyou de Claude Lelouch
- 1971 : Smic, Smac, Smoc de Claude Lelouch

## Publication
- Claude Pinoteau, Merci à la vie. Aventures cinématographiques (autobiographie), Le Cherche midi, 2005  (ISBN 2749104556 et 978-2749104553)

## Distinctions

### Prix
- 1974 : Prix Louis-Delluc pour La Gifle
- 2008 : Prix Henri-Langlois

### Décorations
- Officier de la Légion d'honneur (2005)[2]
- Commandeur de l'ordre national du Mérite (2010)[3]
- Commandeur de l'ordre des Arts et des Lettres : il est fait commandeur le 30 mai 1996[4].